# Средняя Берёзовка
Средняя Берёзовка — река в России, протекает в Томской области. Устье реки находится в 32 км по левому берегу реки Верхняя Берёзовка. Длина реки составляет 39 км. 

## Данные водного реестра
По данным государственного водного реестра России относится к Верхнеобскому бассейновому округу, водохозяйственный участок реки — Кеть, речной подбассейн реки — бассейн притоков (Верхней) Оби от Чулыма до Кети. Речной бассейн реки — (Верхняя) Обь до впадения Иртыша.
По данным геоинформационной системы водохозяйственного районирования территории РФ, подготовленной Федеральным агентством водных ресурсов:
- Код водного объекта в государственном водном реестре — 13010600112115200028082
- Код по гидрологической изученности (ГИ) — 115202808
- Код бассейна — 13.01.06.001
- Номер тома по ГИ — 15
- Выпуск по ГИ — 2